# Llengua önge
L'Önge és una llengua gairebé extingida de les illes Andaman, a l'Índia. L'any 1996 comptava amb 94 parlants, gairebé tots monolingües. És una de les dues llengües onganes i una de les poques llengües parlades a les Andaman que sobreviu a l'hindi.